# Кочубеївка (Новосанжарський район)
Кочубе́ївка — колишнє село в Україні. Підпорядковувалося Галущиногреблянській сільській раді Новосанжарського району Полтавської області. 

## Історія
На 3-версній карті 1860-1870-х рр. позначене як хутір Грузинівка на 15 дворів. Дата зміни назви на Кочубеївку невідома.
Не мало населення з кінця 1980-х років (на картах початку 1990-х років зафіксоване як нежитлове). 27 січня 2009 року рішенням Полтавської обласної ради село виключене з облікових даних.